# Pierrot mon ami (téléfilm)
Pour les articles homonymes, voir Pierrot mon ami (homonymie).
Pour plus de détails, voir Fiche technique et Distribution.
Pierrot mon ami est un téléfilm français réalisé par François Leterrier, diffusé à la télévision en 1979, adaptation du roman éponyme de Raymond Queneau.

## Synopsis
Pierrot, un jeune garçon myope, indolent et distrait se fait engager dans une fête foraine au Palais de la Rigolade dont la principale attraction est de placer les femmes dans un courant d'air ascendant qui fait voler leurs jupes. Une bagarre dans ce Palais lui fait perdre son emploi. Puis il fait la connaissance d'Yvonne, la fille de Pradonet, le patron de la fête foraine. Il tombe amoureux d'Yvonne qui ne semble guère partager ses sentiments... 

## Fiche technique
- Scénario : Antoine Gallien (adaptation)
- Musique : Georges Delerue
- Image : Georges Leclerc
- Son : Jonathan Liebling
- Date de diffusion : 7 février 1979 (France)

## Distribution
- Jacques Dutronc : Pierrot
- Anne Jousset : Yvonne
- Jean-Marc Thibault : Pradonet
- Maurice Biraud : Crouia-Bey et Voussois
- Sylvie Joly : Léonie
- Jacques Dufilho : Mounnezergues
- Gérard Jugnot : Petit-Pouce
- Étienne Chicot : Paradis
- Ginette Garcin : Madame Pradonet
- Nicole Fallet : la bonne de l'hôtel
- Hubert Deschamps : le veilleur de nuit
- Micha Bayard : la patronne de l'hôtel
- Élisabeth Chailloux : Mathurine
- Brigitte Monnin : la bonne des Pradonet
- Guy Laporte : le bonimenteur
- Jean Champion : Tortose
- Michel Blanc
- Édith Ker
- Alain Soral (figurant)